# اوریل (استان آمور)
آوریل (به لاتین: Uril) یک منطقهٔ مسکونی در روسیه است که در استان آمور واقع شده‌است.